# Expedición de la Policía Fronteriza Indo-Tibetana al Monte Everest de 1996

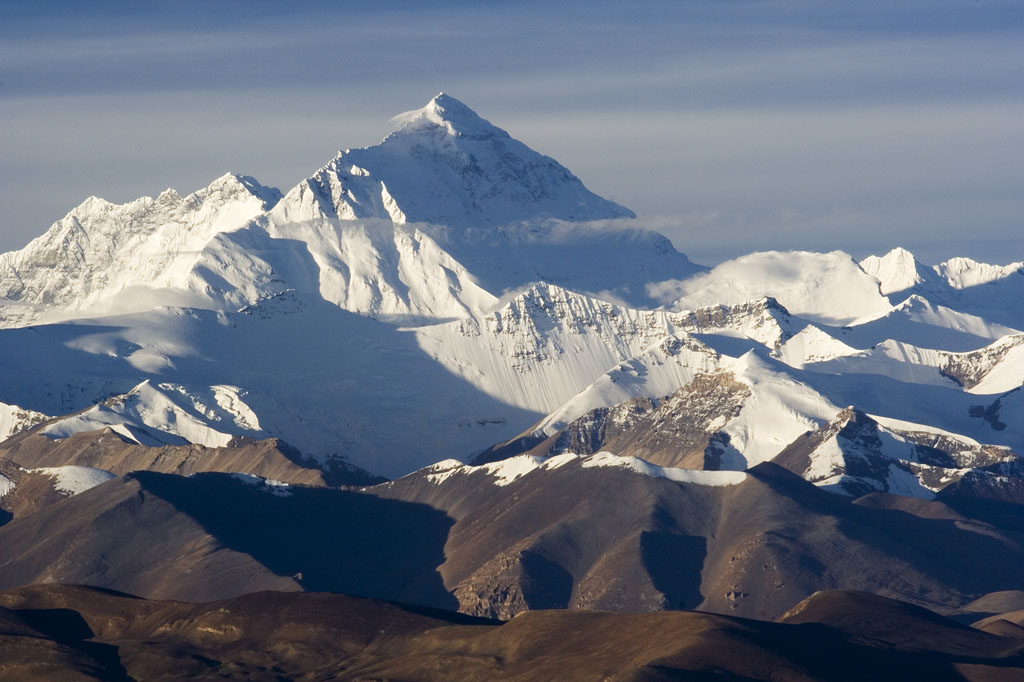
Cara Norte del Everest.

La expedición de la Policía Fronteriza Indo-Tibetana de mayo de 1996 para llegar a la cumbre del monte Everest, ocurrió en segundo plano del desastre del Everest de 1996, y resultó en el fallecimiento de tres de sus integrantes.
La expedición fue liderada por el comandante Mohinder Singh, a quien se le acredita el primer ascenso indio al Everest por la cara Norte.

## La expedición
El 10 de mayo de 1996, el subedar Tsewang Samanla, el cabo segundo Dorje Morup y el jefe de condestables Tsewang Paljor, fueron parte de un equipo que buscaba atacar la cumbre sobre la cara Norte del Everest. El equipo no contaba con la ayuda de sherpas para que los guiaran. Fueron el primer equipo de la temporada en subir por la cara Norte. Sería su responsabilidad colocar cuerdas fijas durante su ascenso y marcar el sendero a la cima. El equipo quedó atrapado por una tormenta de nieve por encima del campamento IV. Mientras tres de los seis integrantes dieron marcha atrás, Samanla, Paljor y Morup decidieron continuar hacia la cumbre. Samanla era un montañista consumado que ya había hecho cumbre en el Everest en 1984, y en el Kanchenjunga en 1991. El primer grupo estaba conformado por Paljor, Samanla, Morup, Jodh Singh y Harbhajan Singh. Después de que Jodh y Harbhajan tuvieran que regresar al campamento base debido a congelamiento, el equipo consistió solamente en Samanla, Morup y Paljor.
Alrededor de las 6:00 p. m. (3:45 p. m. hora de Nepal), los tres escaladores llamaron por radio al líder de su expedición para informarle que habían llegado a la cima. Mientras en el campamento indio se mostraron llenos de júbilo, algunos montañistas en el campamento base habían expresado sus reservas con respecto al horario, ya que era bastante tarde para estar en la cima. También existe controversia sobre si los tres habrían llegado realmente a la cima. El periodista Jon Krakauer alega que los escaladores se encontraban a 8700 m, aproximadamente 150 metros  por debajo del punto más alto. Esto es basado en una entrevista posterior otorgada por una expedición japonesa a Richard Cowper, del Financial Express de Londres. Debido a la mala visibilidad y a las gruesas nubes que oscurecieron la cumbre, los escaladores creyeron haber alcanzado la cima. Esto también explicaría por qué los escaladores no se toparon con los equipos que habían hecho cumbre desde la cara Sur.
Los tres escaladores dejaron una ofrenda de banderines votivos, khatas, y pitones de escalada. Samanla, líder del equipo en la cumbre, decidió pasar tiempo adicional para realizar una ceremonia religiosa y ordenó descender a los otros dos escaladores. No hubo contacto por radio después de eso. De vuelta en los campamentos más bajos, los miembros de los equipos miraban con ansiedad dos lámparas de casco moviéndose justo por encima del Segundo Escalón, a 8570 m. Ninguno de los tres consiguió llegar al campamento más próximo a la cima, a 8320 m.

## Posible avistamiento por escaladores japoneses
El 11 de mayo de 1996, la mañana después de que Samanla, Paljor y Morup hicieran su ataque a la cumbre y se toparan con la tormenta, una expedición japonesa de Fukuoka inició su ascenso final desde la cara Norte. Los escaladores japoneses informarían haber visto a otros escaladores durante su asalto a la cumbre—algo nada extraordinario dado al número de escaladores acampados o escalando los últimos 550 m de la montaña ese día.
(Las horas son al horario de Beijing)
- 6:15 a. m. Hiroshi Hanada y Eisuke Shigekawa (primer equipo de ataque japonés) salieron del campamento VI, a 8300 m. Tres sherpas habían partido por delante.[7]

- 8:45 a. m. Llamada por radio al campamento base para reportar cercanía con la arista. Justo debajo de la arista se cruzaron con dos escaladores descendiendo por una cuerda fija. En la arista, otro escalador apareció antes del primer campo de nieve. No pudieron ser identificados debido a que todos llevaban gafas de protección y máscaras de oxígeno bajo sus capuchas. El equipo japonés, sin tener conocimiento de los escaladores indios extraviados, creyeron que se trataban de miembros de una expedición taiwanesa.[7]

De acuerdo a Krakauer, el escalador solitario (quizá Paljor) jadeaba y tenía congelamiento debido a la exposición al frío durante la noche. Los escaladores japoneses lo ignoraron y continuaron a la cumbre. Después de ascender el Segundo Escalón, se toparon con otros dos escaladores, probablemente Samanla, acompañado de Morup. Krakauer escribe: «Nadie dijo nada. No hubo intercambio de agua, comida ni oxígeno. Los japoneses solo pasaron de largo...»
- 11:39 a. m. Llamada por radio al campamento base para informar haber pasado el Segundo Escalón, a 8600 m. Vieron entonces a dos escaladores a una distancia cercana a 15 m de la arista. De nuevo, fue imposible identificarlos.[7]

- 3:07 p. m. Hanada, Shigekawa, y tres sherpas alcanzaron la cumbre.

- 3:30 p. m. Inicia el descenso. Después de pasar el campo de nieve triangular, vieron un objeto inidentificable por encima del Segundo Escalón. Abajo del Primer Escalón, vieron a una persona en una cuerda fija. Shigekawa se detuvo y llamó por radio al campamento base. Cuando volvió a avanzar, se topó con alguien, posiblemente aquel que había estado en la cuerda fija y que se encontraba cerca. Intercambiaron saludos, pero Shigekawa fue incapaz de identificarlo de nuevo. El oxígeno del japonés era apenas el suficiente para regresar al campamento VI.[7]

- 4:00 p. m. (aproximadamente) Un miembro de la expedición india informó al campamento base de avanzada de los japoneses que tres hombres estaban desaparecidos. El equipo japonés intentó enviar a tres sherpas desde el campamento VI para rescatar a los indios, pero la caída de la noche detuvo su salida. El ofrecimiento japonés a la expedición india en el campamento VI para unirse a un rescate fue rechazado. También, su oferta de ofrecer un radio al equipo indio para que pudieran comunicarse con el líder en el campamento base de avanzada fue desestimada.[7]

Inicialmente, la aparente indiferencia de los escaladores japoneses fue pasmosa, como el líder de la expedición india diría después, «los japoneses se comprometieron en un inicio a ayudar en la búsqueda de los indios desaparecidos. Pero horas más tarde, siguieron con su intento de alcanzar la cumbre, a pesar del mal clima.» El equipo japonés alcanzó la cumbre a las 11:45 a. m. (hora de Nepal). Para el momento en que los escaladores japoneses descendieron, uno de los dos indios ya estaba muerto, y otro estaba en agonía. No pudieron encontrar más abajo huellas del tercer escalador.
La expedición japonesa negó que hubieran encontrado a los escaladores agonizantes de camino arriba.
El capitán Kohli, un oficial de la Federación India de Montañismo, quien previamente había denunciado a los japoneses, se retractó después de haber afirmado que los japoneses reportaran encontrarse con los indios el 10 de mayo.
«La Policía Fronteriza Indo-Tibetana aceptó las declaraciones del equipo japonés de que ellos nunca abandonaron o se negaron a ayudar a los indios.» El director general de la Policía Fronteriza comentó que «surgió un malentendido a partir de las dificultades en la comunicación entre los miembros del equipo de ataque indio y su campamento base.»

El cadáver de Paljor, apodado «Green Boots», había servido como un marcador para posteriores escaladores a un costado de la cueva de piedra caliza en donde yacía. Hasta el 2014, Green Boots desapareció, posiblemente retirado o enterrado.

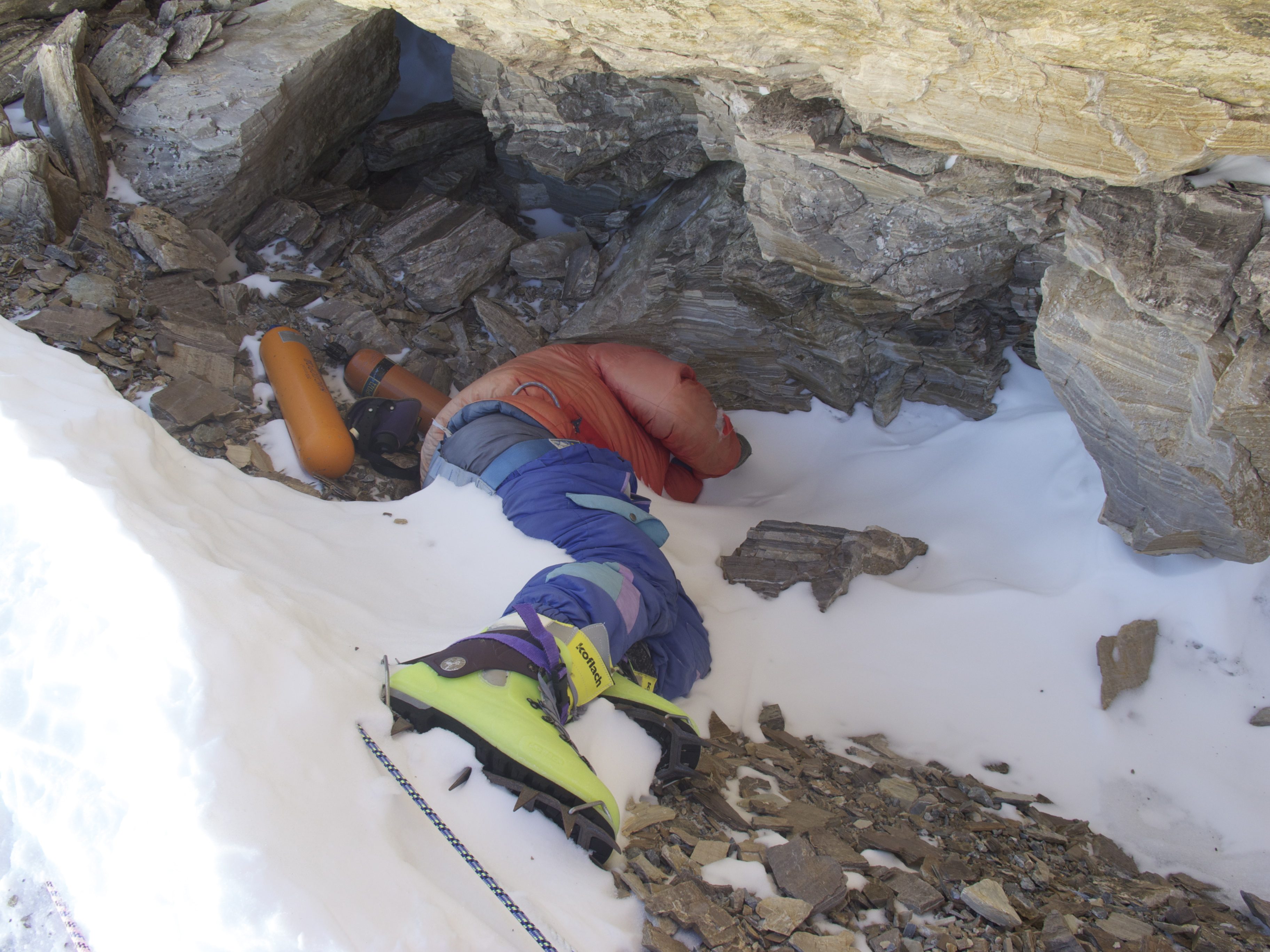
El cadáver conocido como Green Boots (Botas verdes).